# Гвинейский франк
Гвинейский франк — денежная единица государства Гвинея с 1960 по 1972 год и с 1986 года по настоящее время. Код ISO 4217 — GNF, Guinean Franc, до 9 июня 2017 — Guinea Franc.

## История
Гвинейский франк введён 1 марта 1960 года вместо франка КФА (первая реформа), обмен производился в соотношении 1:1 с 1 по 15 марта 1960 года.
В связи с появлением большого количества поддельных банкнот в период с 10 по 14 марта 1963 года был произведён обмен банкнот на банкноты нового образца (вторая реформа).
2 октября 1972 года введена новая денежная единица — гвинейский сили (третья реформа). Обмен гвинейских франков на сили производился 10:1 со 2 по 5 октября 1972 года, суммы свыше 1 млн франков обменивались по предъявлению удостоверения личности.
С 16 по 29 апреля 1981 года проведён обмен банкнот на банкноты нового образца (четвёртая реформа), обмен производился в пределах 20 тыс. сили на одного работающего.
6 января 1986 года вместо сили вновь введён гвинейский франк (пятая реформа), обмен сили на франки производился 1:1 в период 6 по 28 января 1986 года.
В языке манинка, распространённом в Гвинее, один гвинейский франк называется словом «даласи», которое первоначально, как и во всей Французской Западной Африке, означало сначала пять французских франков, а затем пять франков КФА. В 1960 году термин «даласи» сохранился за первым гвинейским франком, с 1972-го так стали называть один сили, а с 1986-го — уже один современным гвинейский франк.

## Монеты
Монеты, в силу незначительности номинала (50 франков ≈ 35 копеек) в обращении не встречаются и не чеканятся с 1994 года.
| Изображение | Номинал (франков) | Материал             | Диаметр (мм) | Толщина (мм) | Масса (г) | Гурт     | Годы выпуска |
| ----------- | ----------------- | -------------------- | ------------ | ------------ | --------- | -------- | ------------ |
|             | 1                 | сталь, плак. бронзой | 15           | 1,22         | 1,4       | гладкий  | 1985         |
|             | 5                 | сталь, плак. бронзой | 17,5         | 1,3          | 2         | гладкий  | 1985         |
|             | 10                | сталь, плак. бронзой | 20,4         | 1,45         | 2,95      | гладкий  | 1985         |
|             | 25                | бронза               | 25,5         | 1,71         | 4,86      | гладкий  | 1987         |
|             | 50                | медь+никель          | 26           | 1,75         | 7         | рубчатый | 1994         |

## Банкноты
В обороте находятся банкноты номиналом 100, 500, 1000, 5000, 10 000 и 20 000 франков различных годов выпуска. Банкноты номиналом 25 и 50 франков в реальном обороте не встречаются.
Банкноты старого образца выпуска после 1985 года включительно, являются платёжным средством и изымаются из оборота по мере износа.
| Банкноты в обращении | Банкноты в обращении | Банкноты в обращении | Банкноты в обращении | Банкноты в обращении  | Банкноты в обращении | Банкноты в обращении                    | Банкноты в обращении |
| Изображение          | Изображение          | Номинал (франков)    | Размеры (мм)         | Основные цвета        | Описание             | Описание                                | Годы печати          |
| Лицевая сторона      | Оборотная сторона    | Номинал (франков)    | Размеры (мм)         | Основные цвета        | Лицевая сторона      | Оборотная сторона                       | Годы печати          |
| -------------------- | -------------------- | -------------------- | -------------------- | --------------------- | -------------------- | --------------------------------------- | -------------------- |
|                      |                      | 25                   | 120×53               | синий розовый         | Портрет мальчика     | Женщина у хижины за работой             | 1985                 |
|                      |                      | 50                   | 130×63               | красный розовый       | Портрет старика      | Сцена пахоты, ритуальная маска          | 1985                 |
|                      |                      | 100                  | 130×63               | коричневый жёлтый     | Портрет женщины      | Сбор бананов на плантации               | 1985                 |
|                      |                      | 100                  | 130×63               | коричневый жёлтый     | Портрет женщины      | Сбор бананов на плантации               | 1998 2012            |
|                      |                      | 100                  | 124×63               | коричневый жёлтый     | Портрет женщины      | Сбор бананов на плантации               | 2015                 |
|                      |                      | 500                  | 140×70               | зелёный коричневый    | Портрет женщины      | Конвейер в руднике                      | 1985                 |
|                      |                      | 500                  | 140×70               | зелёный коричневый    | Портрет женщины      | Конвейер в руднике                      | 1998                 |
|                      |                      | 500                  | 132×63               | зелёный коричневый    | Портрет женщины      | Конвейер в руднике                      | 2006 2012            |
|                      |                      | 500                  | 128×63               | зелёный коричневый    | Портрет женщины      | Конвейер в руднике                      | 2015 2017            |
|                      |                      | 500                  | 128×63               | зелёный коричневый    | Портрет женщины      | Конвейер в руднике                      | 2018 2022            |
|                      |                      | 1000                 | 145×73               | коричневый жёлтый     | Портрет девушки      | Работы в карьере, ритуальная маска      | 1985                 |
|                      |                      | 1000                 | 145×73               | коричневый жёлтый     | Портрет девушки      | Работы в карьере, ритуальная маска      | 1998                 |
|                      |                      | 1000                 | 138×68               | коричневый жёлтый     | Портрет девушки      | Работы в карьере, ритуальная маска      | 2006                 |
|                      |                      | 1000                 | 132×63               | коричневый            | Портрет девушки      | Работы в карьере, ритуальная маска      | 2015 2017 2018 2022  |
|                      |                      | 2000                 | 136×67               | зелёный               | Портрет мужчины      | Гора, пальмы                            | 2018 2022            |
|                      |                      | 5000                 | 156×86               | коричневый фиолетовый | Портрет женщины      | Пейзаж с плотиной ГЭС, ритуальная маска | 1985                 |
|                      |                      | 5000                 | 158×79               | коричневый фиолетовый | Портрет женщины      | Пейзаж с плотиной ГЭС, ритуальная маска | 1998                 |
|                      |                      | 5000                 | 151×76               | коричневый фиолетовый | Портрет женщины      | Пейзаж с плотиной ГЭС, ритуальная маска | 2006 2012            |
|                      |                      | 5000                 | 140×67               | фиолетовый            | Портрет женщины      | Пейзаж с плотиной ГЭС, ритуальная маска | 2015 2019 2021 2022  |
|                      |                      | 10 000               | 154×78               | зелёный жёлтый        | Портрет мальчика     | Пейзаж саванны, Гора Лаура              | 2007 2008            |
|                      |                      | 10 000               | 154×78               | коричневый            | Портрет мальчика     | Пейзаж саванны, Гора Лаура              | 2012                 |
|                      |                      | 10 000               | 144×70               | коричневый            | Портрет мальчика     | Пейзаж саванны, Гора Лаура              | 2018 2020 2022       |
|                      |                      | 20 000               | 148×70               | голубой               | Портрет женщины      | ГЭС                                     | 2015 2018 2020       |